# Byesville (Ohio)
Byesville es una villa ubicada en el condado de Guernsey en el estado estadounidense de Ohio. En el Censo de 2010 tenía una población de 2438 habitantes y una densidad poblacional de 793,02 personas por km².

## Geografía
Byesville se encuentra ubicada en las coordenadas 39°58′24″N 81°32′45″O / 39.97333, -81.54583. Según la Oficina del Censo de los Estados Unidos, Byesville tiene una superficie total de 3.07 km², de la cual 3.07 km² corresponden a tierra firme y (0%) 0 km² es agua.

## Demografía
Según el censo de 2010, había 2438 personas residiendo en Byesville. La densidad de población era de 793,02 hab./km². De los 2438 habitantes, Byesville estaba compuesto por el 98.2% blancos, el 0.08% eran afroamericanos, el 0.25% eran amerindios, el 0.21% eran asiáticos, el 0% eran isleños del Pacífico, el 0.04% eran de otras razas y el 1.23% pertenecían a dos o más razas. Del total de la población el 0.21% eran hispanos o latinos de cualquier raza.